# Johannes Stephani Bellinus

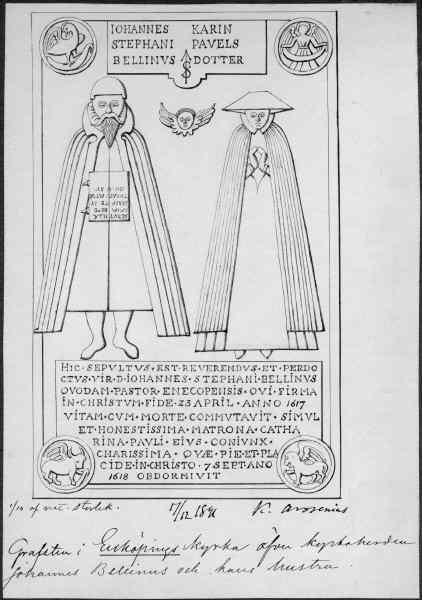
Johannes Stephani Bellinus med fru på gravhäll med latinsk inskription i Vårfrukyrkan i Enköping. Avritning (1891) av Karl Arosenius.

Johannes Stephani Bellinus, död 1617, var en svensk kyrkoherde i Enköping.
Johannes Stephani Bellinus var son till Stephanus Andreae, samt bror till Olaus Stephani Bellinus och Christopherus Stephani Bellinus.
Han var pastor i Bälinge 1572 och i Enköping, och deltog i Uppsala möte 1593. Bellinus gynnades av kungarna Johan III och Sigismund men inte av hertig Karl, som avstyrkte Enköpingsbornas "underdåniga anhållan" om mer underhåll till kyrkoherden med orden "vele Vi väl framdeles betänkia therpå, när Vi få förordna ther någon Kyrkioherde hädan; Ty then ther nu är wele Vi intet hafve, utan när Vi förordna en Kyrkoherde, så vele Vi ock förordna ther underhåll till."
Johannes Stephani Bellinus avsades sitt ämbete i samband med att detsamma skedde hans bror, biskopen Olaus Stephani Bellinus. Trots angivet skäl om ålderdom synes "ogunst" hos hertig Karl "hufvudsakligen medverkat" till entledigandet. Han efterträddes som kyrkoherde i Enköping av Ericus Olai Skepperus.
Bellinus drog sig tillbaka till den gård han erhållit av kung Sigismund och slutade där sina dagar. Han dog 1617 och begrovs i Vårfrukyrkan i Enköping.
| ”                                                                                  | Här är begraven den vördade och grundlärde mannen, herr Johannes Stephani Bellinus, en gång kyrkoherde i Enköping, som i fast tro på Kristus bytte livet mot döden den 23 april år 1617, tillsammans med den högt aktade fru Catharina Pauli, hans älskade hustru, som fromt och stilla insomnade i Kristus den 7 september 1618. | „ |
| – Svensk översättning från latin inskription på gravhäll i Vårfrukyrkan i Enköping | |   |

## Källa
- http://www.zenker.se/Historia/Herdaminne/irsta.shtml#kh13
- https://books.google.se/books?id=tYxdAAAAcAAJ&pg=PA7&lpg=PA7&dq=%22Johannes+Stephani+Bellinus%22&source=bl&ots=2MNDTWy-kW&sig=ACfU3U0ghesrLzZg7KRpP6otbPaXr3_5Fg&hl=sv&sa=X&ved=2ahUKEwjujLSPxa3gAhXz8KYKHS_sCZQQ6AEwA3oECAMQAQ#v=onepage&q=%22Johannes%20Stephani%20Bellinus%22&f=false